# Blow Job (film, 1964)
Pour les articles homonymes, voir Blow Job.
Blow Job est un film muet d'Andy Warhol. Filmé en janvier 1964, ce film de trente-cinq minutes en format 16 mm par une caméra Bolex sur une pellicule en noir et blanc. 
Il montre le visage de l'acteur DeVeren Bookwalter alors qu'une personne qui n'apparaît pas à l'écran lui administre une fellation.
Malgré le titre (Blow Job signifie fellation), on ne voit pas l'acte sexuel, les spectateurs doivent deviner ou croire qu'ils assistent à une fellation. 
Dans son livre POPism, Andy Warhol raconte les circonstances du tournage.
En 1966, Warhol tourne une suite intitulée Eating Too Fast, où l'on voit cette fois le visage d'un critique d'art.